# Edward Uderski
Edward Uderski (ur. 1842 w Janowie, zm. 30 stycznia 1923 w Krakowie) – polski inżynier kolejowy, wynalazca.
PoseŁ na Sejm Krajowy Galicji V kadencji od 1887.
Po ukończeniu szkoły realnej w Niemirowie wyjechał do Kijowa, gdzie uczęszczał do gimnazjum męskiego. W 1863 przerwał naukę, aby walczyć w powstaniu styczniowym i po dołączeniu do oddziału „Sawy” walczył pod Sołowijówką, został aresztowany i osądzony, a następnie osadzony w kijowskim więzieniu Prozrówka. Uciekł stamtąd razem z dwoma innymi więźniami, którzy wspólnie z nim wybudowali podkop. Przedostał się do Odessy, a następnie do Konstantynopola. Aby kontynuować podróż podjął się pracy fizycznej, po zebraniu środków finansowych zaciągnął się na okręt, którym dotarł do Marsylii, a następnie do Paryża. Uczęszczał tam do szkoły technicznej, gdzie studiował budowę dróg i mostów. Po uzyskaniu francuskiego obywatelstwa wstąpił do szkoły wojskowej w Metz, a następnie w Tulonie, w 1870 walczył w wojnie francusko-pruskiej. Podczas oblężenia Paryża był kapitanem Gwardii Narodowej, a po zakończeniu działań wojennych osiadł w Sabaudii, gdzie pracował w hutnictwie. 
W 1872 zamieszkał we Lwowie, otrzymał etat inżyniera rządowego przy budowie Kolei Naddniestrzańskiej. Następnie był inżynierem na budowie linii Lwów-Stanisławów, Stryj-Ławoczne, Tarnów-Leluchów, Jarosław-Sokal. Od początku istnienia Towarzystwa Politechnicznego był jego członkiem. Następnie zamieszkał w Samborze, gdzie pełnił funkcję inżyniera powiatowego, pracował nad rozbudową budynków szkolnych, projektował kościoły, obiekty użyteczności publicznej oraz linie leśnych kolei wąskotorowych. Działał społecznie, został wybrany na posła w Sądzie Galicyjskim. Pracował przy budowie fortyfikacji w Przemyślu, a następnie przy linii kolejowej Kołomyja-Słoboda Runguńska oraz w budownictwie kolejowym na Węgrzech. 
Od 1890 mieszkał w Krakowie, pracował nad projektem zasklepienia rzeki Rudawy i rozbudową sieci wodociągowej. Należał do tamtejszej Izby Przemysłowej i Izby Handlowej, gdzie zaliczał się do najaktywniejszych członków. Reprezentował Izby w Państwowej Radzie Kolejowej, gdzie pełnił funkcję konsultanta. Był również zaangażowany w projekty dla Lwowa, sporządził projekt rozbudowy dworca Lwów Główny, rozbudowa sieci tramwajowej i kontynuacja zasklepiania rzeki Pełtwi. Projektował linię kolejową Ostrów-Berezowica Wielka, Kołomyja-Stefanówka oraz most kolejowy na rzece Strypie pod Buczaczem. 
W 1904 „Krakowska spółka budowlana Uderski–Wimmer–Rothhirsch i R. Hand-Riegelhaupt-Epstein” objęła zastępstwo robót żelazno-betonowych na całą Galicję i Bukowinę.
Do końca życia pełnił funkcję wiceprezesa Delegacji Towarzystwa Wzajemnej Pomocy Uczestników Powstania Styczniowego oraz krakowskiej rady miasta.
Pozostawił wdowę Zofię.